# Chaudfontaine

Chaudfontaines läge inom provinsen Liège

Chaudfontaine är en kommun i provinsen Liège i regionen Vallonien i Belgien. Chaudfontaine hade 20 940 invånare per 1 januari 2008.